# Irene Espínola Pérez
Irene Espínola Pérez (* 19. Dezember 1992 in Granada) ist eine ehemalige spanische Handballspielerin, die zuletzt für den rumänischen Erstligisten Rapid Bukarest auflief.

## Karriere

### Im Verein
Irene Espínola Pérez begann das Handballspielen bei BM Almuñécar. Im Jahr 2009 wechselte die Linkshänderin mit ihrer damaligen Mitspielerin Paula García Ávila zu Elda Prestigio, der für die beiden Spielerinnen eine Ausbildungsentschädigung von annähernd 8000 Euro am Ausbildungsverein entrichten musste. Am 3. Februar 2010 gab sie im Alter von 17 Jahren ihr Debüt in der höchsten spanischen Spielklasse. Dabei warf sie ein Tor gegen Parc Sagunt.
Espínola Pérez schloss sich im Jahr 2013 dem spanischen Zweitligisten Oviedo Balonmano Femenino an. Mit Oviedo stieg sie 2015 in die höchste spanische Spielklasse auf. In der Saison 2015/16 belegte die Rückraumspielerin mit 146 Treffern den siebten Platz in der Torschützenliste. Anschließend wechselte sie zum Europapokalteilnehmer BM Zuazo. In der Saison 2017/18 lief sie für den deutschen Bundesligisten Borussia Dortmund auf. Seit der Saison 2018/19 steht sie beim Bundesligisten Sport-Union Neckarsulm unter Vertrag. Im Sommer 2022 wechselte sie zum rumänischen Erstligisten Rapid Bukarest. Nach der Saison 2022/23 beendete sie ihre Karriere.

### In der Nationalmannschaft
Irene Espínola Pérez lief anfangs für die spanische Jugendnationalmannschaft auf, für die sie in 23 Länderspielen insgesamt 27 Tore warf. Im Jahr 2016 errang sie mit der spanischen Studentenauswahl die Goldmedaille bei der Universitäts-Weltmeisterschaft. Espínola Pérez bestritt 16 Länderspiele für die spanische A-Nationalmannschaft, in denen sie sieben Treffer erzielte. Sie nahm mit dem Team an der Europameisterschaft 2022 teil.